# Lysibia retusa
Lysibia retusa là một loài tò vò trong họ Ichneumonidae.